# 家乡的消息
《家乡的消息》（英語：News from Home），是1977年由比利时导演香特尔·阿克曼执导的前卫纪录片。影片的画面是1970年代纽约市的街景，特别的是搭配画面的画外音却是阿克曼念着母亲从家乡寄给她的信。

## 制作
影片拍摄于1976年的夏天，在前一年，阿克曼的电影《让娜·迪尔曼》大获成功，让她赢得了国际性声誉。本片的拍摄地点为导演常去步行的地方，例如時報廣場-42街／港務局客運總站車站和第十大道。

## 发行
本片在法国于2007年4月18日由Carlotta Films公司发行了DVD。标准收藏公司于2010年的蚀系列（Eclipse series）中发行了本片，收录在一个叫《七十年代的阿克曼》（Chantal Akerman in the Seventies）的合集里。